# Rue Curnonsky
La rue Curnonsky est une voie du 17e arrondissement de Paris, en France.

## Situation et accès
La rue Curnonsky est une voie publique située dans le 17e arrondissement de Paris. Elle débute, côté ouest rue Maurice-Ravel à Levallois-Perret. Elle forme ensuite le point de départ de la rue Jules-Guesde à Levallois-Perret, puis de la rue Raymond-Pitet à Paris.  à Levallois-Perret et se termine à l'est, à l'ancienne rue Arthur-Ladwig, renommée rue Parfait Jans en 2011,.

## Origine du nom

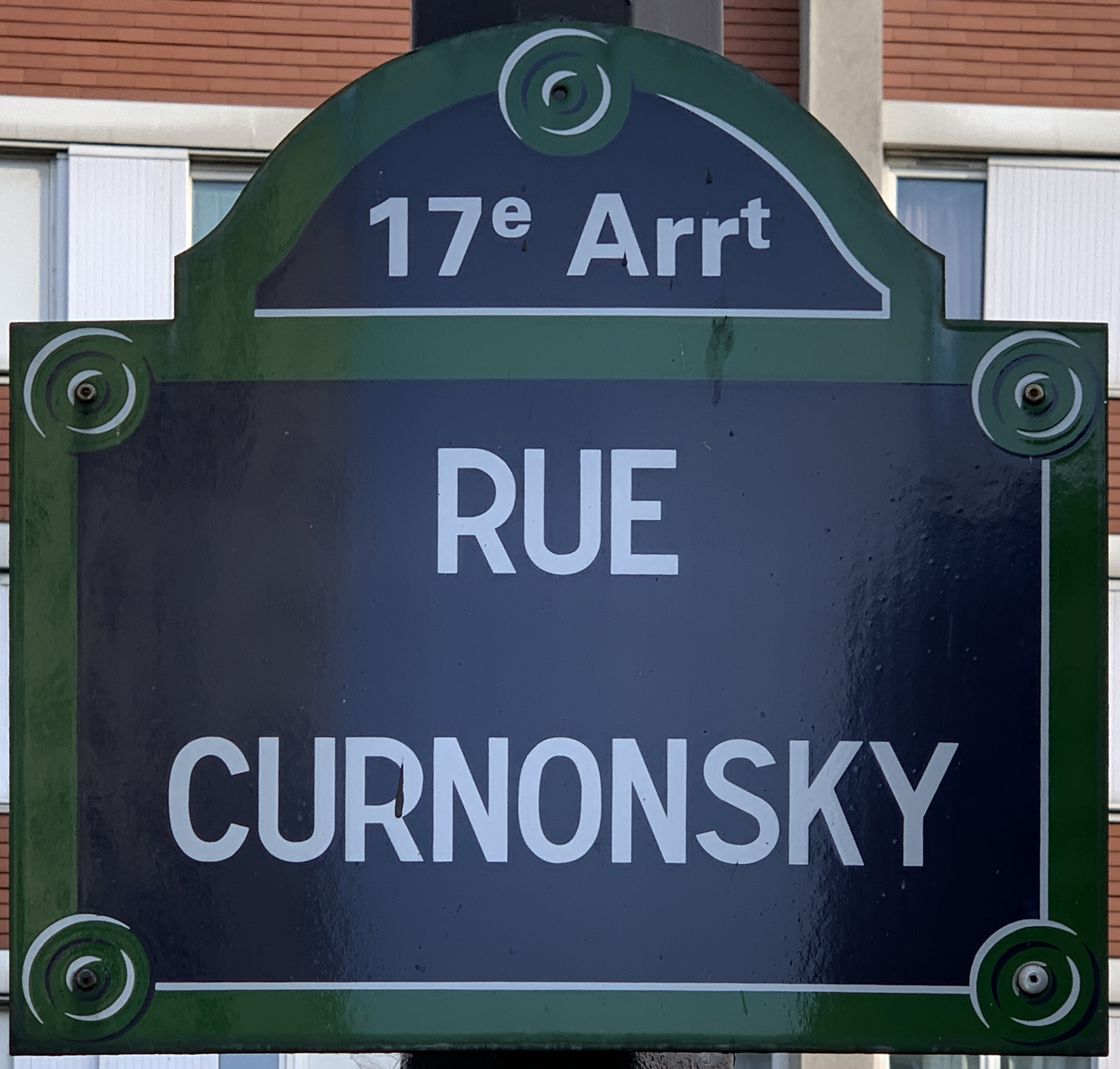
Plaque de la rue.

Elle porte le nom du journaliste et écrivain français Maurice Edmond Sailland dit Curnonsky (1872-1956).

## Historique

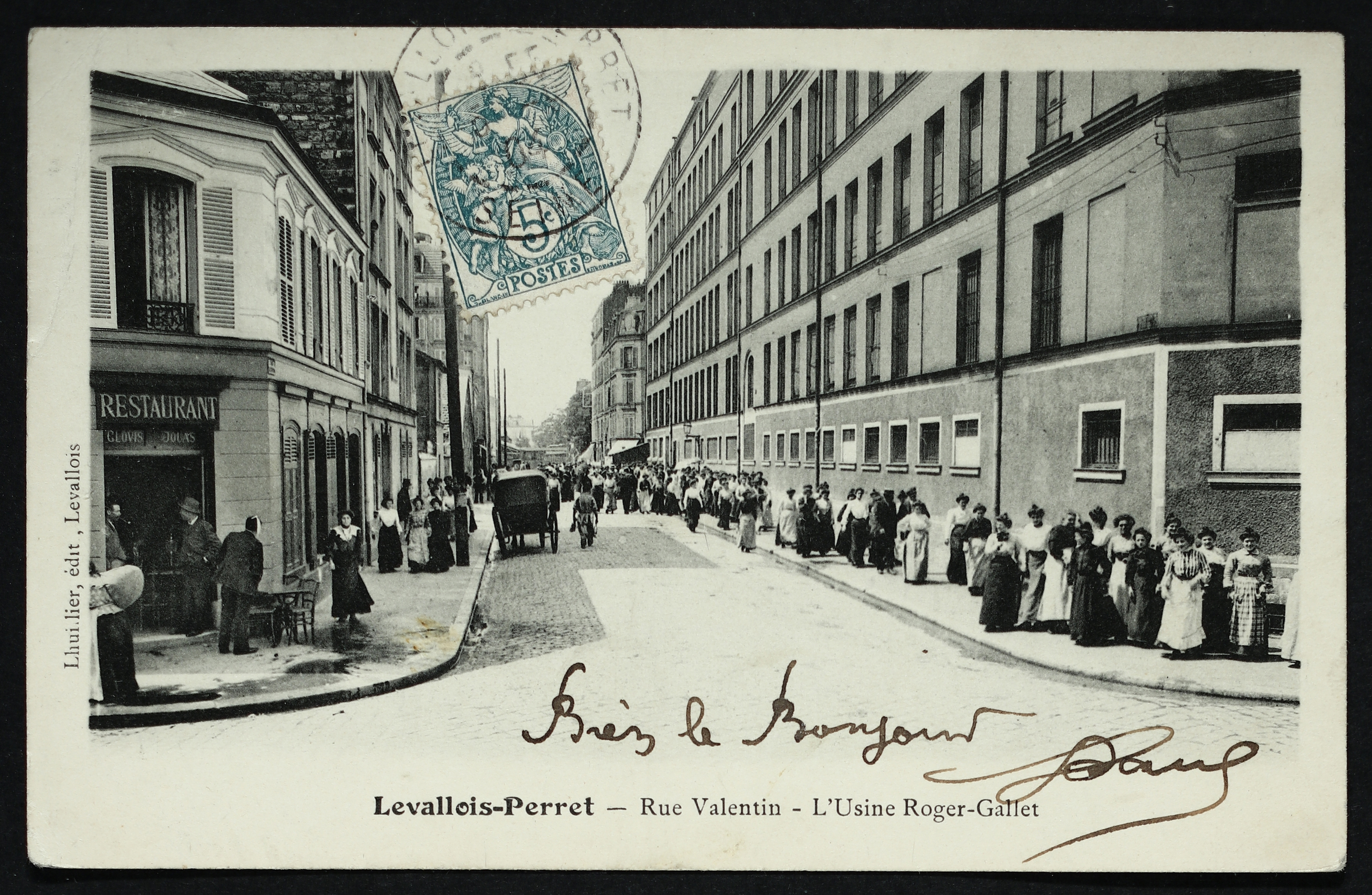
Carte postale - Levallois-Perret - Rue Valentin - L'Usine Roger-Gallet

La voie est créée dans le cadre de l'aménagement du 9e secteur zonier sous le nom provisoire de « voie X/17 » et prend sa dénomination actuelle par arrêté municipal du 4 juillet 1973.
Lors de ces travaux, la rue Valentin, représentée dans la série de 1971 6 mètres avant Paris, fut transformée en allée Valentin et square Valentin, disparut ainsi que l'usine Roger & Gallet.